# Віка Куроп'ятникова
Віка Куроп'ятникова (нар.. 14 вересня 1986 р., Чернігів, Українська РСР) — українська модель .

## Біографія
Віка Куроп'ятникова народилася 1986 року в Чернігові. У 2005 році вона знімалася для журналу Viva, а у вересні того ж року дебютувала на шоу Мартіна Маргієла в Парижі, випуск якого був опублікований навесні наступного року. У 2006 році вона підписала контракт з журналом Storm in London. Через декілька місяців Віка Куроп'ятникова виступала з дефіле на різних показах мод для модних дизайнерів: Бен де Лісі, Камілла Старк та Пітер Йєнсен .
Потім з Лондона вона переїхала до Нью-Йорка і там у 2007 році вступила до Supreme Management. Того ж року вона покинула Viva та підписала контракт з Women in Paris and Milan, після чого у червні з'явилася її світлина на обкладинці журналу QVEST. Віка Куроп'ятникова стала моделлю тижня на Models.com наступного місяця. У жовтні 2007 року вона брала участь у модних показах Miu Miu та Nina Ricci для весняних видань у Парижі, а потім у листопаді того ж року в італійському журналі Amica.
У лютому 2008 року Віка Куроп'ятникова брала участь у шоу Осман Юсефзада, Марка Джейкобса, Проєнца Шулера, Альберта Ферретті. Того ж місяця вона також з'являється для брендів Givenchy та Lanvin, а в березні того ж року з'являється у французьких журналах Revue de Modes та V. У серпні 2008 року її світлини з'явилися в журналах Amica та Dazed &amp; Confused, після чого з'явилася в Moschino Cheap &amp; Chic за допомогою фотографа Патріка Демаршельє. У вересні 2007 року її сфотографував Андреас Ларссон для V. У жовтні того ж року Віка востаннє з'явилася у Вівієні Вествуд, де також виступили Олександр Ван, Сінтія Роулі, Л'Врен Скотт та Енн Валері Геш, а також Dolce&Габбана. У листопаді 2008 року вона була представлена на обкладинках журналів Russh, D і V, пізніше яких вона з'явилася на фотографії Еллен фон Унверт .
У лютому 2009 року Віка Куроп'ятникова з'явилася на модному показі Сінтії Роулі, а в березні того ж року її світлина з'являється в журналі Numéro, яку зняв Філ Пойнтер. У серпні 2009 року Олексій Хей сфотографував її для журналу Elle, а у вересні того ж року вона з'явиться на показах таких дизайнерів моди, як Діана фон Фурстенберг, Ребекка Тейлор, Реем Акра та Роберто Кавалі в Нью-Йорку та Мілані. У 2010 році вона залишила Supreme Management, а вже у березні того ж року її світлини прикрасили журнал W, зняті Мертом Аласом та Маркусом Пігготтом. 20 липня 2011 року вона знялася у провокаційній фотосесії у 4-му числі журналу «Cake» .